# Tokusai
Tokusai Tesshū (鉄舟 徳斎, Tesshū Tokusai, nom de pinceau : Tesshū) est un peintre japonais du XIVe siècle. Sa date de naissance et ses origines ne sont pas connues, cependant, la date de sa mort est probablement le 15 septembre 1366. Sa période d'activité se situe vers et autour de 1342.

## Biographie
Tokusai est un moine-peintre zen, élève du prêtre Musōkokushi. l voyage et passe un certain temps dans la Chine des Yuan et ainsi, c'est l'un des premiers adeptes de l'école de peinture à l'encre (suiboku) de l'époque de Muromachi.

## L'âge d'or du lavis
Les peintres-ermites se réclamant du zen œuvrent dans un style différent de leurs aînés. Délaissant la couleur, comme les maîtres continentaux de l'époque des Song, ils cultivent presque exclusivement la calligraphie et le lavis d'encre (suiboku), technique qui exige un long apprentissage, mais autorise une liberté de traitement de l'image qui va très vite fasciner les artistes japonais : sur ce plan, on le voit, ils vont plus loin encore que leurs modèles chinois. Ce ne sont pourtant pas les vastes horizons qui d'emblée mobilisent leur regard. Ils préfèrent s'essayer d'abord à l'art intimiste du paysage rapproché, où ils conquièrent très vite une maîtrise confondante.
Ces vers de Ōshikōshi no Mitsune (Xe siècle) inspirent Tokusai pour sa peinture Les Oies sauvages :
Depuis que des oies sauvages

J'ai pu entendre

Les cris,

Je n'ai pu chasser l'inquiétude

Qui règne dans mon cœur.

« La fuite des oies sauvages annonce la fin des beaux jours. Leur vol est toujours évoqué avec nostalgie. Aucun œil humain n'a jamais contemplé le pays où elles s'en retournent librement, abandonnant les frileux habitants des campagnes à la bise et au froid.
L'homme aussi partira un jour. Mais qui sait s'il reviendra ? L'essor gracieux des volatiles, en une double diagonale décidée, happe le regard : discrète invitation à se perdre dans le vide du ciel.
Sur terre cependant, les frêles roseaux se courbent déjà sous l'autan. Leur fragilité nous émeut par une sorte de sympathie. Tendres feuilles brisées : un trait imperceptible de pinceau suffit à nous livrer la confidence de votre inquiétude […]. »

## Musées
- New York, Metropolitan Museum of Art :
  - Les Oies sauvages, encre sur soie (111,4 × 44,5 cm).